# Karen Black
Karen Blanche Ziegler (Park Ridge, 1 de julio de 1939-Santa Mónica, 8 de agosto de 2013), conocida artísticamente como Karen Black, fue una actriz, guionista y cantautora estadounidense. Era conocida internacionalmente por haber aparecido en películas como Easy Rider, Five Easy Pieces, El gran Gatsby, Como plaga de langosta, Nashville, Airport 1975 y en la última película de Alfred Hitchcock: Family Plot. Durante su carrera artística ganó dos Globos de Oro (de tres nominaciones) y una nominación a los Óscar en 1970 a la mejor actriz secundaria.

## Biografía

### Primeros años
Black nació el 1 de julio de 1939 en Park Ridge, Illinois. Sus padres fueron Elsie Mary, escritora de varias novelas infantiles galardonadas, y Norman A. Ziegler. Su abuelo fue Arthur Ziegler, un músico clásico y el primer violinista de la Orquesta Sinfónica de Chicago. Era también hermana de la actriz Gail Brown.
En 1954 comenzó sus estudios en la Universidad de Northwestern en Evanston durante dos años a la edad de 15. Posteriormente se trasladó hasta Nueva York donde aparecería en una producción de Off-Broadway.

### Carrera

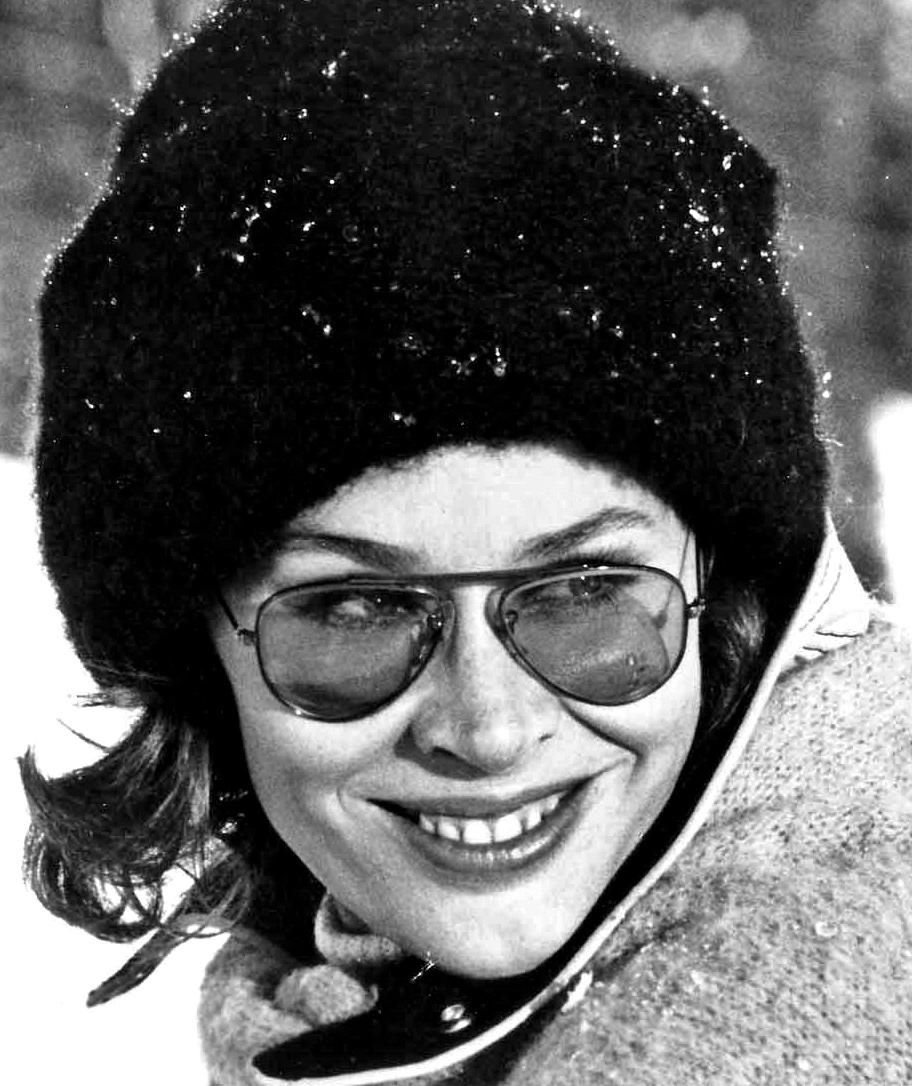
Black en Ace Up My Sleeve (1976).

Black debutó en 1959 en The Prime Time con un pequeño papel.
En 1973 compuso e interpretó el tema central de la película The Pyx.
En 1970, la actriz compartió cartel junto con Jack Nicholson en Five Easy Pieces con la que fue nominada a un Oscar.
En 1974 interpretó a Nancy Pryor, la azafata que se vio obligada a aterrizar un avión en Aeropuerto 75. En el mismo año interpretaría diferentes papeles en varios segmentos de los telefilmes de Trilogy of Terror.
En los dos años siguientes, Black consiguió papeles en varias películas dirigidas por directores de gran prestigio que se fijaron en ella, una de ellas fue The Day of the Locust dirigida por John Schlesinger en donde interpretaría a una actriz aspirante a Hollywood, en Nashville de Robert Altman hizo de cantante country y de secuestradora en la película de Hitchcoock: Family Plot. También protagonizó junto con Bette Davis la película de terror Burnt Offerings.
En 2009, Black se reunió con Steve Balderson para la filmación de Stuck! (homenaje al film noir sobre mujeres encarceladas), la cual fue protagonizada con Mink Stole, Pleasant Gehman y Jane Wiedlin. En 2010 hizo aparición en la película de John Landis: Some Guy Who Kills People.

### Vida personal

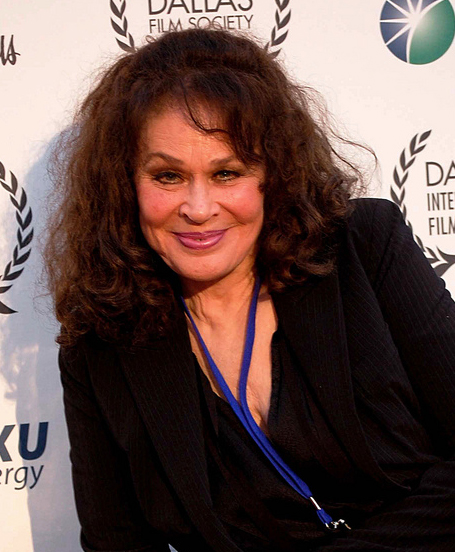
Karen Black en 2010.

Black estuvo casada en cuatro ocasiones: con Charles Black desde 1955 hasta 1962, en 1973 contrajo matrimonio con Robert Burton hasta 1974. Un año más tarde volvió a casarse con el guionista y actor L. M. Carson con quien tuvo un hijo. Tenía otra hija, Diane Koehnemann Bay, de su relación con Robert Benedetti. Tras divorciarse, se casó con Stephen Eckelberry en 1987, con quien tuvo una hija adoptada.
Desde los años 70 era miembro de la cienciología junto con su marido a pesar de los rumores que afirmaban lo contrario.

### Fallecimiento
El 8 de agosto de 2013 falleció en Santa Mónica, Los Ángeles, California, a los 74 años a causa de un cáncer de vejiga. La enfermedad fue diagnosticada en 2010, pero no se hizo público. Stephen Eckelberry, marido de la actriz, declaró en su perfil de Facebook "sentirse desolado por la pérdida de su mujer y de una gran amiga", además de agradecer los ánimos de sus seguidores. Black fue madre de Hunter Carson y Diane Koehnemann Bay, adoptó a Celine Eckelberry, abuela de dos nietos y con cuatro bisnietos.

## Filmografía
- The Prime Time (1960)
- You're a Big Boy Now (1966)
- The Invaders

(Televisión)
(1967)
- Adam-12 (televisión) (1968)
- Hard Contract (1969)
- Easy Rider (1969)
- Hastings Corner (1970)
- Five Easy Pieces (1970)
- Drive, He Said (1971)
- A Gunfight (1971)
- Born to Win (1971)
- Cisco Pike (1972)
- Portnoy's Complaint (1972)
- Little Laura and Big John (1973)
- The Pyx (1973)
- The Outfit (1973)
- Ghost Story/Circle of Fear (1973)
- Rhinoceros (1974)
- The Great Gatsby (1974)
- Law and Disorder (1974)
- Airport 1975 (1974)
- Trilogy of Terror (1975)
- Como plaga de langosta (1975)
- Nashville (1975)
- Ace Up My Sleeve (1976)
- Family Plot (1976)
- Burnt Offerings (1976)
- The Strange Possession of Mrs. Oliver (1977)
- 1922
- Because He's My Friend (1978)
- Capricornio Uno (1978)
- In Praise of Older Women (1978)
- The Squeeze (1978)
- Mr. Horn (1979)
- Killer Fish (1979)
- Power (1980)
- Where the Ladies Go (1980)
- The Last Word (1980)
- Police Story: Confessions of a Lady Cop (1980)
- Separate Ways (1981)
- Gräset sjunger (1981)
- Chanel Solitaire (1981)
- La donna giusta (1982)
- Come Back to the Five and Dime, Jimmy Dean, Jimmy Dean (1982)
- Can She Bake a Cherry Pie? (1983)
- A Stroke of Genius (1984)
- Growing Pains (1984)
- The Blue Man (1985)
- Martin's Day (1985)
- Inferno in diretta (1985)
- Savage Dawn (1985)
- Invaders from Mars (1986)
- Flight of the Spruce Goose (1986)
- It's Alive III: Island of the Alive (1987)
- Hostage (1987)
- Platinum Blonde (1988)
- The Legendary Life of Ernest Hemingway (1988)
- The Invisible Kid (1988)
- Dixie Lanes (1988)
- Judgement (1989)
- Out of the Dark (1989)
- Homer and Eddie (1989)
- Evil Spirits (1990)
- Mirror, Mirror (1990)
- Fatal Encounter (1990)
- The Children (1990)
- Club Fed (1990)
- Overexposed (1990)
- Zapped Again! (1990)
- Twisted Justice (1990)
- Night Angel (1990)
- The Roller Blade Seven (1991)
- Rubin and Ed (1991)
- The Killer's Edge (1991)
- Children of the Night (1991)
- Quiet Fire (1991)
- Haunting Fear (1991)
- Return of the Roller Blade Seven (1992)
- Final Judgement (1992)
- Legend of the Roller Blade Seven (1992)
- Dead Girls Don't Tango (1992)
- Bound and Gagged: A Love Story (1992)
- The Double 0 Kid (1992)
- Caged Fear (1992)
- Cries of Silence (1993)
- Auntie Lee's Meat Pies (1993)
- Tuesday Never Comes (1993)
- The Trust (1993)
- Dark Blood (1993) (inacabada)
- Plan 10 from Outer Space (1994)
- Too Bad About Jack (1994)
- The Wacky Adventures of Dr. Boris and Nurse Shirley (1995)
- Starstruck (1995)
- Dinosaur Valley Girls (1996)
- Angelo a New York, Un (1996)
- Movies Money Murder (1996)
- Every Minute Is Goodbye (1996)
- Crimetime (1996)
- Children of the Corn IV: The Gathering (1996)
- Dogtown (1997)
- Modern Rhapsody (1997)
- Malaika (1997)
- Conceiving Ada (1997)
- Men (1997)
- Waiting for Dr. MacGuffin (1998)
- Fallen Arches (1998)
- Light Speed (1998)
- Stripping for Jesus (1998)
- Invisible Dad (1998)
- I Woke Up Early the Day I Died (1998)
- Sugar: The Fall of the West (1998)
- Stir (1998)
- My Neighbor's Daughter (1998)
- Bury the Evidence (1998)
- Charades (1998)
- Decoupage 2000: Return of the Goddess (1999)[15]
- Paradise Cove (1999)
- Mascara (1999)
- The Underground Comedy Movie (1999)
- Oliver Twisted (2000)
- Inviati speciali (2000)
- The Donor (2000)
- Red Dirt (2000)
- Gypsy 83 (2001)
- Hard Luck (2001)
- Soulkeeper (2001)
- Teknolust (2002)
- Buttleman (2002)
- A Light in the Darkness (2002)
- Paris (2003)
- Summer Solstice (2003)
- Curse of the Forty-Niner (2003)
- House of 1000 Corpses (2003)
- America Brown (2004)
- Birth of Industry (2004)
- Firecracker (2005)
- Dr. Rage (2005)
- Carma (2005)
- My Suicidal Sweetheart (2005)
- Trailer for a Remake of Gore Vidal's Caligula (2005)
- Whitepaddy (2006)
- Hollywood Dreams (2006)
- Read You Like a Book (2006)
- Suffering Man's Charity (2007)
- One Long Night (2007)
- Contamination (2008)
- The Blue Tooth Virgin (2008)
- Watercolors (2008)
- First Time Long Time (2009)
- A Single Woman (2009)
- Double Duty (2009)
- Irene in Time (2009)
- Katie Q (2009)
- Stuck! (2010)
- Gossip Girl (2010, televisión - C.I.A Director)
- Tim & Eric Awesome Show, Great Job! (2010, televisión - Adult Swim)

## Premios y distinciones
Premios Óscar
| Año  | Categoría               | Película           | Resultado |
| ---- | ----------------------- | ------------------ | --------- |
| 1970 | Mejor actriz de reparto | Mi vida es mi vida | Nominada  |